# 阿尔及利亚—乌兹别克斯坦关系
阿尔及利亚－乌兹别克斯坦关系（法語：Relations entre l'Algérie et Ouzbékistan）是指阿尔及利亚和乌兹别克斯坦之間的雙邊關係。两国均为伊斯蘭合作組織、不结盟运动成员国。

## 历史
阿尔及利亚于1992年6月30日承认并与乌兹别克斯坦建立正式外交关系。成为继埃及之后，第二个承认乌兹别克斯坦的非洲国家。阿尔及利亚政府随后在塔什干开设了大使馆，并兼辖吉尔吉斯斯坦、塔吉克斯坦。而乌兹别克斯坦尚未在阿尔及利亚设立大使馆，对阿尔及利亚的相关事务由乌兹别克斯坦驻埃及大使馆兼辖。
2000年，双边貿易額達到130万美元。烏茲別克斯坦國内亦有兩家阿爾及利亞投資者的企業。除《農業合作文件》外，两国正在製定經貿合作、相互保護和鼓勵投資、避免雙重徵稅、海關事務合作與互助等協定。
2016年10月20日，两国在塔什干就雙邊和多邊層面共同關心的問題舉行了會談，並簽署了兩國外交部之間的合作和政治磋商備忘錄，标志兩國關係翻開了新篇章。阿尔及利亚政府也认为此次活動將為加强两國關係開闢廣闊前景。